# Bygdin
Bygdin est un lac norvégien, situé dans le massif de montagne du Jotunheimen. Il se trouve sur la kommune de Vang, dans le fylke d'Oppland, dans le landsdel d'Østlandet.

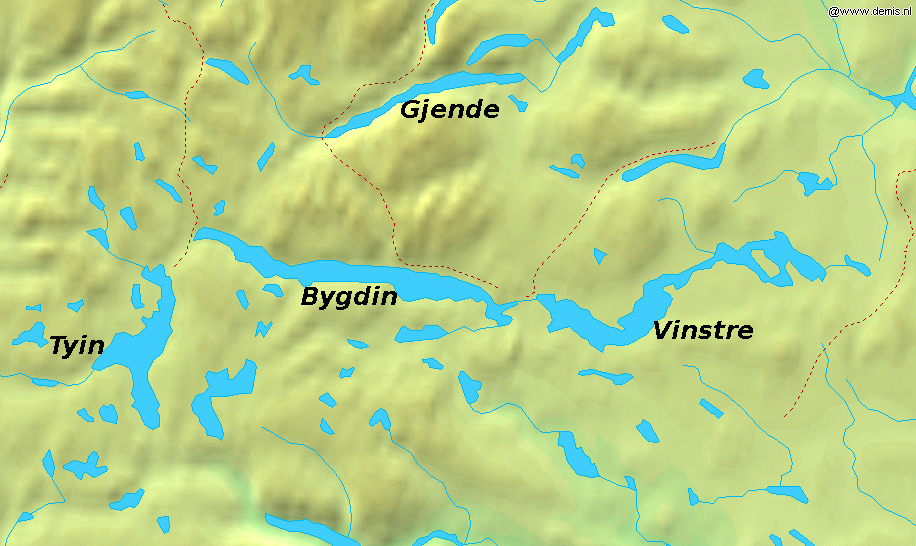
Le lac de Bygdin avec ses voisins

## Galerie

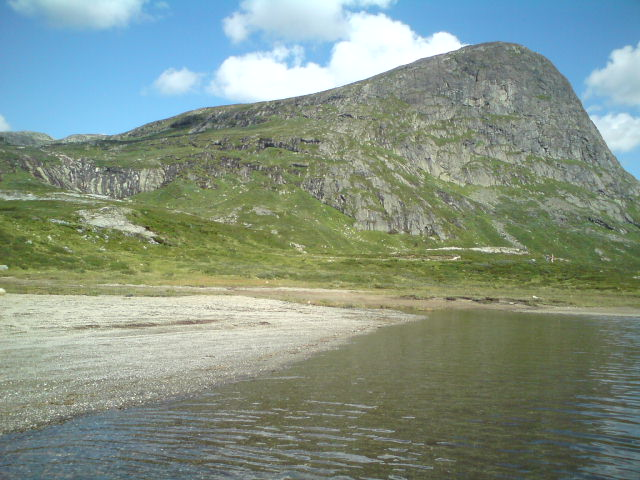
Bygdin
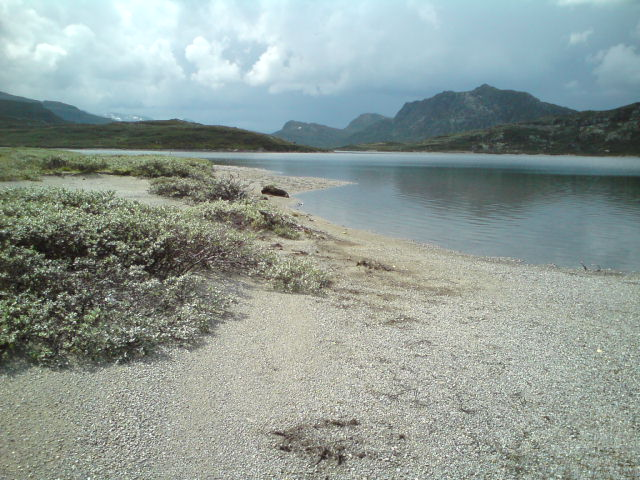
Bygdin